# Élément de sécurité sur une moto
Plusieurs éléments de sécurité spécifiques à la pratique de la moto doivent être pris en compte avant et pendant son utilisation. Avant le départ, il est nécessaire de vérifier le bon état de sa moto et de prendre certaines précautions. Un entretien mécanique suivi limite les risques de panne. Jusqu'en avril 2024, il n'existe pas en France de contrôle technique réservé aux motocyclettes,. Une visite régulière chez son motociste est conseillée, surtout pour les non bricoleurs. Toutes ces mesures permettent de prendre le guidon dans les meilleures conditions.

## Points à respecter et à contrôler

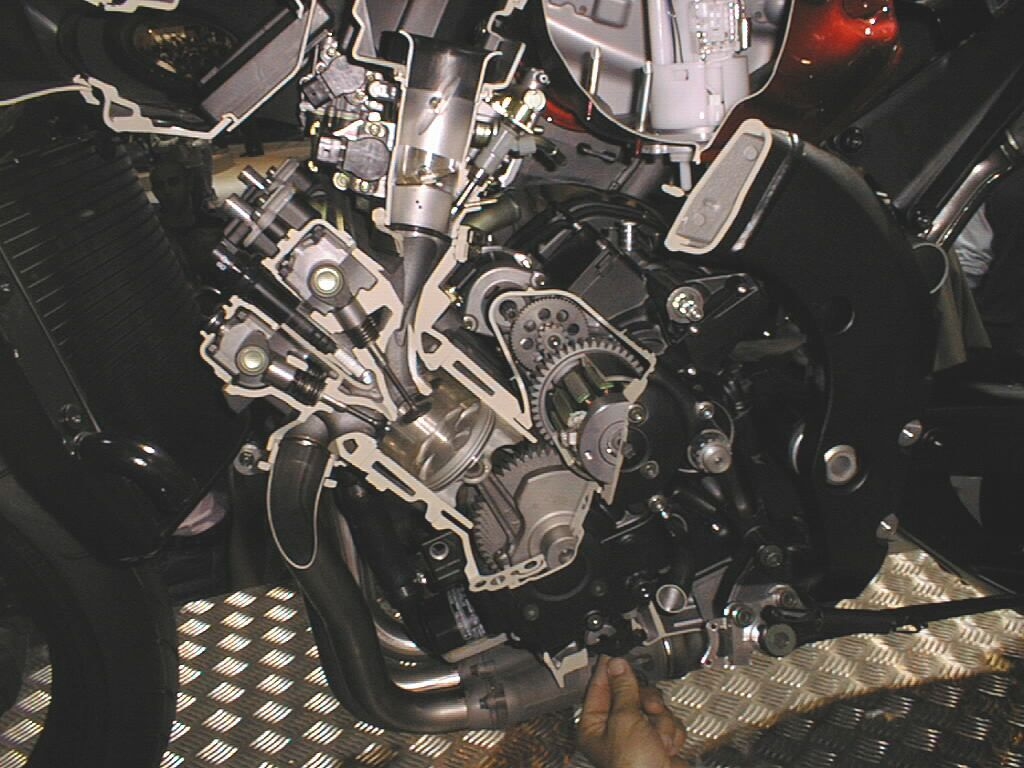
L’entretien courant, comprenant la vidange associée au changement de l’élément de filtre à huile, est simple sur une moto.

Il convient d’appliquer et/ou de surveiller de près les points particuliers suivants :
- pneumatiques :
  - leur gonflage est certainement l’élément le plus important en matière de sécurité[3]. Le gonflage des pneus doit être contrôlé à froid, chaque semaine et en cas de changement de température important[4]. Les pressions des pneus sont données par les constructeurs moto pour un pilote de 70 kg ; ajouter 0,1 bar de pression par 10 kg de poids supplémentaires[5]. Le gonflage des pneus de moto à l'azote est fortement déconseillé[5]. Un pneu sous-gonflé dégrade les performances de stabilité en virage, d’accélération, de freinage et de consommation,
  - après le premier démarrage de la moto, parcourir quelques kilomètres à allure modérée. Cela permet la mise en température progressive des pneus et du groupe motopropulseur. L’adhérence optimale ne sera obtenue qu’une fois cette période terminée,
  - si un pneu neuf est monté, il doit être rodé. Il est conseillé de parcourir une centaine de kilomètres pour le rodage[6], en réduisant la vitesse, surtout dans les zones à risques[7],
  - tenir compte des zones à risques[7] où du gazole a pu être déversé sur la chaussée, à cause d'un réservoir de véhicule Diesel trop rempli (zones surtout situées près d’une station-service)[8],
  - leur état (usure, présence de coupures, déformations, etc.) est à contrôler régulièrement. Concernant l’usure, vérifier que la hauteur de gomme de la bande de roulement ne soit pas inférieure à un millimètre[4],[9]. Enlever les gravillons ou autres objets coincés dans les rainures des pneus ;
- tenir compte du chargement imposé à la partie-cycle (ex. : départ en vacances)[10] :
  - duo : se référer au manuel utilisateur pour le gonflage des pneus et pour éventuellement la modification du réglage de la suspension arrière (durcissement),
  - bagages : les objets les plus lourds seront placés le plus bas possible pour abaisser le centre de gravité, et le plus près du pilote. Contrôler toutes les fixations du porte-bagages, du top case et des valises, et respecter leur charge maximale autorisée. L’antivol[11] est transporté sous la selle ou dans la sacoche de réservoir, jamais dans un sac à dos. Par ailleurs, emporter une lampe avant et une lampe arrière de secours[12], et si possible une trousse à outils ;
- le niveau des fluides[13] : huile moteur[14], liquide de frein, essence, électrolyte de batterie[15], liquide de refroidissement pour les machines à refroidissement liquide, huile de boîte de vitesses, etc. ;
- la transmission secondaire d’une moto est souvent assurée par une chaîne. Vérifier son graissage[16]. Avant de la graisser, la nettoyer avec un produit adapté ; ne pas utiliser de gazole, d'essence ou un solvant qui endommagerait les joints toriques situés entre les maillons[17]. Vérifier aussi sa tension et son usure ;
- l’usure des plaquettes de frein à disque ;
- la course des leviers de frein avant et d’embrayage, et celle de la pédale de frein arrière ;
- graisser tous les câbles et articulations ;
- le système d’éclairage, les clignotants, les feux de détresse, l’avertisseur sonore. Allumer le feu de croisement avant le départ ;
- divers : contrôler toutes les fixations (visserie, boulonnerie), les roulements[18], les joints SPI de fourche et l’absence de fuite (la moindre fuite est rapidement décelée sur une moto propre).

Le motard peut contacter son concessionnaire ou son garagiste en cas de doute sur un point (ex. : ce spécialiste peut vérifier en profondeur l’état des pneus) ou pour obtenir des informations supplémentaires. Les grandes révisions seront confiées au concessionnaire.

## Aides à la conduite
En raison, des risques liés aux deux-roues, différentes solutions de sécurisation techniques ont été proposées:
1. Introduction de l'ABS obligatoire sur les plus de 125 cm3 dès 2016 en Europe, pour réduire de 37% les accidents mortels impliquant des 2RM.
2. Autres ADAS en cours de déployement: ESC, détection d'angle mort.
3. Les airbags connectés, dans une veste ou intégrés à la combinaison réduisent la gravité des blessures pour environ 50 % des cas d’accident d'après l'European Transport Safety Council.
4. Des technologies nouvelles continuent à être développées: GPS tête haute ou technologies V2X .